# Нижняя Полевая улица
Ни́жняя Поле́вая улица — улица в Приморском районе Санкт-Петербурга. Расположена в историческом районе Коломяги. Проходит от дома 8 по 2-й Никитинской улице в сторону Репищевой улицы.

## История
Название известно с 1920-х годов. До 1970-х годов улица начиналась от Коломяжского шоссе. До 1990-х годов заканчивалась у Репищевой улицы.

## Объекты
- Коломяжская мечеть

## Транспорт
Ближайшие станции метро — «Удельная», «Пионерская» и «Комендантский проспект».